# كيت ريد
كيت ريد (بالإنجليزية: Kate Reid)‏ هي ممثلة كندية وبريطانية، ولدت في 4 نوفمبر 1930 بلندن في المملكة المتحدة، وتوفيت في 27 مارس 1993 في كندا. من الجوائز التي نالتها جائزة إيرل غراي ‏ سنة 1988.

## أعمال

### أفلام
- (1980) أتلانتك سيتي[4]

### مسلسلات
- دالاس

## جوائز وترشيحات
جوائز
- جائزة إيرل غراي [الإنجليزية]‏ (1988)

ترشيحات
- جائزة توني لأفضل ممثلة مسرحية [الإنجليزية]‏ (1966)
- جائزة توني لأفضل ممثلة بارزة في مسرحية [الإنجليزية]‏ (1964)

## وصلات خارجية
- كيت ريد على موقع IMDb (الإنجليزية)
- كيت ريد على موقع ألو سيني (الفرنسية)
- كيت ريد على موقع ميوزك برينز (الإنجليزية)
- كيت ريد على موقع أول موفي (الإنجليزية)
- كيت ريد على موقع قاعدة بيانات برودواي على الإنترنت (الإنجليزية)
- كيت ريد على موقع قاعدة بيانات الأفلام السويدية (السويدية)
- كيت ريد على موقع إن إن دي بي (الإنجليزية)
- كيت ريد على موقع قاعدة بيانات الفيلم (الإنجليزية)
- كيت ريد على موقع كينوبويسك (الروسية)